# J'ai mon voyage !
Pour plus de détails, voir Fiche technique et Distribution.
J'ai mon voyage ! au Québec, et Quand c'est parti, c'est parti ! en France, est un film franco-québécois de Denis Héroux, sorti en 1973.

## Synopsis
Jean-Louis Cartier, modeste employé français des établissements Golden Trust, quitte le Québec en attelage auto-caravane, accompagné de sa femme et de ses deux fils, pour se rendre à Vancouver où il vient d'être promu au siège de sa société. Les Cartier s'aventurent avec quelques craintes sur le territoire Ouest canadien qui leur est inconnu, d'autant plus qu'ils ne parlent pas un traître mot d'anglais. Il leur arrive plusieurs mésaventures au point d'être maintes fois sur le point de rebrousser chemin. Ils parviennent tant bien que mal à Vancouver, et plutôt mal puisqu'ils y font leur entrée sur le toit de leur caravane qui dérive au fil du fleuve où elle est tombée. À leur grand étonnement, ils sont accueillis somptueusement par la Golden Trust qui les confond avec des notables français. Finalement, et bien contents, les Cartier réintégreront le Québec qu'ils n'auraient jamais dû quitter.

## Fiche technique
- Titre québécois : J'ai mon voyage !
- Titre français : Quand c'est parti, c'est parti !
- Réalisation : Denis Héroux
- Scénario : Jacques Lanzmann, Gilles Richer, Jean Salvy
- Photographie : Jean-Marie Buquet, Bernard Chentrier
- Son : Patrick Rousseau
- Montage : Étiennette Muse
- Musique : Claude Bolling, avec la participation du groupe Bluegrass Connection
- Production : Claude Héroux, Jean Salvy, Marc Simenon
- Sociétés de production : Téléfilm Canada (Société de développement de l'industrie cinématographique canadienne)[1], Les Productions Mutuelles (Québec), Cinévidéo (Québec), Kangourou Films (France), et Agence Canadienne de Publicité, Bellevue Pathé (Québec), Famous Players (Canada), Les Cinémas Unis (Québec)
- Sociétés de distribution : Les Films Mutuels (Québec), Planfilm (France), Artedis (ventes internationales)
- Budget : 400 000 $ CAD[2]
- Pays de production :  Québec,  France
- Tournage : 
  - Langue : français
  - Période prises de vue : 11 septembre au 20 octobre 1972[2]
  - Extérieurs : Québec/Canada
- Format : 35 mm — couleur — 1.66:1 — monophonique
- Genre : comédie
- Durée : 89 minutes
- Dates de sortie :
  - Québec : 24 février 1973
  - France : 14 juin 1973
- (fr) Classification CNC : tous publics (visa d'exploitation no 40592 délivré le 13 juin 1973)

## Distribution
- Jean Lefebvre : Jean-Louis Cartier
- Dominique Michel : Danielle Cartier
- René Simard : Luc Cartier
- Régis Simard : François Cartier
- Francis Blanche : M. De Chatiez
- Mylène Demongeot : Mme De Chatiez
- Denise Proulx : Mme Mylène Lafleur
- Germaine Gloutnez
- Len Watt
- Barry Baldaro : lui-même
- Dave Broadfoot
- Yoland Guérard
- Patsy Gallant
- Dave Nichols
- Yvan Ducharme : un automobiliste

## Autour du film
Mylène Demongeot : « Denis demande à Marc de coproduire Quand c'est parti, c'est parti. […] Nous avons tous les deux adoré Montréal, l'ambiance, les gens, leur familiarité bon enfant. Là-bas, c'est étrange pour nous, Parisiens, car tout le monde se tutoie. Cependant, on s'y fait vite. […] Ce qui m'a encore frappée au Québec, c'est l'amour de la musique, du chant. Dès qu'il fait beau, les cafés se remplissent. Tout le monde se parle, tout le monde chante sans fausse pudeur, juste pour le plaisir ! Ça change de Paris ! […] Comédie populaire québécoise plutôt réussie, basée sur les problèmes que vit une famille québécoise francophone lors d'un voyage vers l'Ouest canadien. Une vedette nationale : Dominique Michel. Nous réussissons à faire accepter à Jean Lefebvre le rôle principal masculin. […] Francis Blanche accepte un rôle mineur. […] Je vais jouer son épouse. Comme Denis Héroux doit coproduire le prochain film de Marc, je ne fais pas la fine bouche avec le rôle qu'on me demande de jouer. »